# Майоров, Борис Александрович
Бори́с Алекса́ндрович Майо́ров (род. 11 февраля 1938, Москва) — советский хоккеист, телеведущий, журналист, нападающий. Двукратный олимпийский чемпион (1964 и 1968), шестикратный чемпион мира и Европы. Брат-близнец Евгения Майорова.
Заслуженный мастер спорта СССР (1963). Заслуженный тренер РСФСР (1979). Спортивный комментатор.

## Биография
Окончил Московский авиационно-технологический институт (1961).
Член КПСС с 1967 года.
Выступал за «Спартак» (Москва) (1956—1969), многолетний капитан команды. В 1962—1965 и 1967—1968 годах — капитан сборной команды СССР.
В «Спартаке» и в сборной СССР Борис Майоров выступал в звене с Евгением Майоровым и Вячеславом Старшиновым, эта тройка была одной из сильнейших в советском хоккее 1960-х годов.
В 1961 году также сыграл два матча за основной состав футбольного клуба «Спартак» (Москва) в чемпионате СССР — 19 и 23 июня 1961 года против «Пахтакора» и «Кайрата». Именно тогда, по версии Николая Озерова, зародился знаменитый клич «Шайбу, шайбу!», перешедший на ледовые арены; как только публика увидела игрока сборной СССР по хоккею на поле для футбола, то с трибун стали кричать: «Боря, шайбу!»
В 1967 году был играющим старшим тренером ХК «Спартак» (Москва): 1 июля — 22 октября 1967 года.
Старший тренер ХК «Спартак» (Москва): 7 октября 1969 — май 1971, а также в 1985—1989 годах. При нём команда дважды выиграла Кубок СССР, второй призёр чемпионата СССР (1970), третий призёр (1986).
В 1971—1972 годах — старший тренер юношеской сборной СССР, в 1972—1973 годах — старший тренер второй сборной СССР.
В 1974—1976 годах работал главным тренером ХК «Йокерит» (Хельсинки).
Начальник сборной команды СССР в 1976 году. Помогал Виктору Тихонову на первом розыгрыше Кубка Канады (1976).
С 6 августа 1979 по 14 марта 1983 года — начальник Управления хоккея Госкомспорта СССР.
С сентября по 12 ноября 1991 года — председатель Федерации хоккея РСФСР.
С ноября 1991 года снова работал главным тренером в Финляндии: с ноября 1991 по май 1993 — в ХК «Йокерит» (чемпион Финляндии 1992 года), в сезоне 1993/94 — в ХК «Таппара» (Тампере)
Генеральный менеджер сборной России в 1995—1998 годах.
С января 1998 года работал хоккейным комментатором на телеканале НТВ и «НТВ-Плюс», затем на КХЛ-ТВ. До 2009 года также комментировал некоторые футбольные трансляции на телеканале НТВ и «НТВ-Плюс». В 2005 году — комментатор трансляций с чемпионата мира по хоккею на ТВЦ. В 2015 году в связи с созданием «Матч ТВ» со многими возрастными комментаторами из спортивной редакции «НТВ-Плюс» не были продлены контракты, после чего Майоров завершил свою карьеру на телевидении.
С июля 1998 по ноября 2002 года — президент ХК «Спартак» (Москва).
С 25 июня 2001 года — вице-президент Федерации Хоккея России.
18 марта 2010 года вошёл в тренерский штаб сборной России по хоккею в качестве советника.
Автор книг «Я смотрю хоккей» (1970, серия «Спорт и личность») и «Хоккейные перекрестки» (2016, ISBN 978-5-699-87765-2).

## Фильмография
Борис Майоров снимался в 1971 году в детском художественном фильме «Тайна железной двери», где сыграл самого себя.

## Достижения
- Двукратный чемпион Олимпийских игр 1964, 1968
- Шестикратный чемпион мира и Европы 1963-68. Бронзовый призёр ЧМ-1961. На ЧМ и ЗОИ — 50 матчей, 30 шайб.
- Самый результативный игрок ЧМ-1961 по системе «гол+пас».
- Трёхкратный чемпион СССР 1962, 1967, 1969; второй призёр чемпионатов СССР 1965, 1966 и 1968, третий призёр 1963 и 1964. В чемпионатах СССР сыграл 400 матчей, забросил 255 шайб.
- Финалист Кубка СССР 1967 года.
- В качестве тренера ХК «Спартак» бронзовый призёр Чемпионатов СССР 1986 и 1988.
- В 1999 году введён в Зал славы ИИХФ.
- В 2004 году введён в Зал славы отечественного хоккея.
- Входил в список 34 лучших хоккеистов СССР в 1959—1969 годах.
- Входил в число 6 лучших хоккеистов СССР в 1959, 1962, 1967 годах.
- Член Клуба Всеволода Боброва (329 шайб).

## Государственные награды
- орден «За заслуги перед Отечеством» II степени (09.08.2019)[19]
- орден «За заслуги перед Отечеством» III степени (2000; в связи с 65-летием общества «Спартак»; награду вручал Владимир Путин)
- орден «За заслуги перед Отечеством» IV степени (26 декабря 2011) — за большой вклад в развитие физической культуры и многолетнюю добросовестную работу[20]
- орден Почёта (20.12.1996)
- орден Трудового Красного Знамени (30.03.1965)
- орден Дружбы народов (27.11.1985)
- 2 ордена «Знак Почёта» (24.07.1968; 22.05.1981)
- почётный знак «За заслуги в развитии физической культуры и спорта» (1998)